# HC Nýřany
HC Nýřany (celým názvem: Hockey Club Nýřany) byl český klub  ledního hokeje, který sídlil ve městě Nýřany v Plzeňském kraji. Založen byl v roce 2002, zanikl v roce 2018. V letech 2017–2018 působil v Plzeňské krajské soutěži – sk. B, šesté české nejvyšší soutěži ledního hokeje. Klubové barvy byly světle modrá, černá a bílá.
Své domácí zápasy odehrával v Plzni na zimním stadionu Košutka s kapacitou 255 diváků.

## Přehled ligové účasti
Stručný přehled
Zdroj:
- 2010–2015: Plzeňská krajská soutěž – sk. B (6. ligová úroveň v České republice)
- 2015–2017: Plzeňská krajská soutěž – sk. A (5. ligová úroveň v České republice)
- 2017–2018: Plzeňská krajská soutěž – sk. B (6. ligová úroveň v České republice)

Jednotlivé ročníky
Zdroj:
Legenda: ZČ - základní část, červené podbarvení - sestup, zelené podbarvení - postup, fialové podbarvení - reorganizace, změna skupiny či soutěže
| Česko (2010 – 2018) |                                 |           |          |                                       |                       |
| Sezóny              | Soutěž                          | Úroveň    | ZČ       | Play-off, nadstavba, sk. o udržení... | Poznámky              |
| 2010/11             | Plzeňská krajská soutěž – sk. B | 6. úroveň | 5. místo |                                       |                       |
| 2011/12             | Plzeňská krajská soutěž – sk. B | 6. úroveň | 4. místo | Čtvrtfinále                           |                       |
| 2012/13             | Plzeňská krajská soutěž – sk. B | 6. úroveň | 7. místo | Čtvrtfinále                           |                       |
| 2013/14             | Plzeňská krajská soutěž – sk. B | 6. úroveň | 2. místo | Vítěz                                 |                       |
| 2014/15             | Plzeňská krajská soutěž – sk. B | 6. úroveň | 3. místo | Vítěz                                 | Postup                |
| 2015/16             | Plzeňská krajská soutěž – sk. A | 5. úroveň | 2. místo | Semifinále                            |                       |
| 2016/17             | Plzeňská krajská soutěž – sk. A | 5. úroveň | 7. místo | Čtvrtfinále                           | Odstoupení ze soutěže |
| 2017/18             | Plzeňská krajská soutěž – sk. B | 6. úroveň | –. místo |                                       | Odstoupení ze soutěže |